# 所罗门群岛
所罗门群岛（英語：Solomon Islands）是南太平洋岛国，位於澳大利亚东北方，巴布亞紐幾內亞東方。首都霍尼亞拉所在地瓜達康納爾島曾是第二次世界大戰在太平洋的转折点所在地。
所罗门群岛共有超過990個島，陸地總面積共有28,450平方公里，人口65万。人類發展指數為0.567。

## 历史

### 美拉尼西亞
索羅門群島的歷史可以追溯至3萬年前，來自紐幾內亞的美拉尼西亞人被認為是最早来到所罗门群岛定居的人種。

### 大航海時代
16世纪中叶开始，欧洲人開始相继造訪所罗门群岛。1568年，西班牙航海探险家阿尔瓦罗·德·门达尼亚到了此岛，見到当地人均身佩黄金装饰物，认为找到所罗门王巨大财富的金库，故命名为所罗门群岛。此后的两个世纪中，所罗门群岛与外部世界联系中断。1767年，英国航海家菲利普·卡特里特重新造訪了所罗门群岛。1768年，法国探险家路易·安托万·德·布干维尔也造訪了所罗门群岛北部岛屿。

### 德英统治时期
1885年，德國占領了所羅門群島的北部，成为德国“保护地”；1893年，英國占領了索羅門群島南部餘下的島嶼，成立“英属所罗门群岛保护地”，並把首府設在圖拉吉島。1900年，英德雙方達成協議，英國放棄在薩摩亞的權利，以換取除布干維爾島之外的全部索羅門群島。

### 二战时期

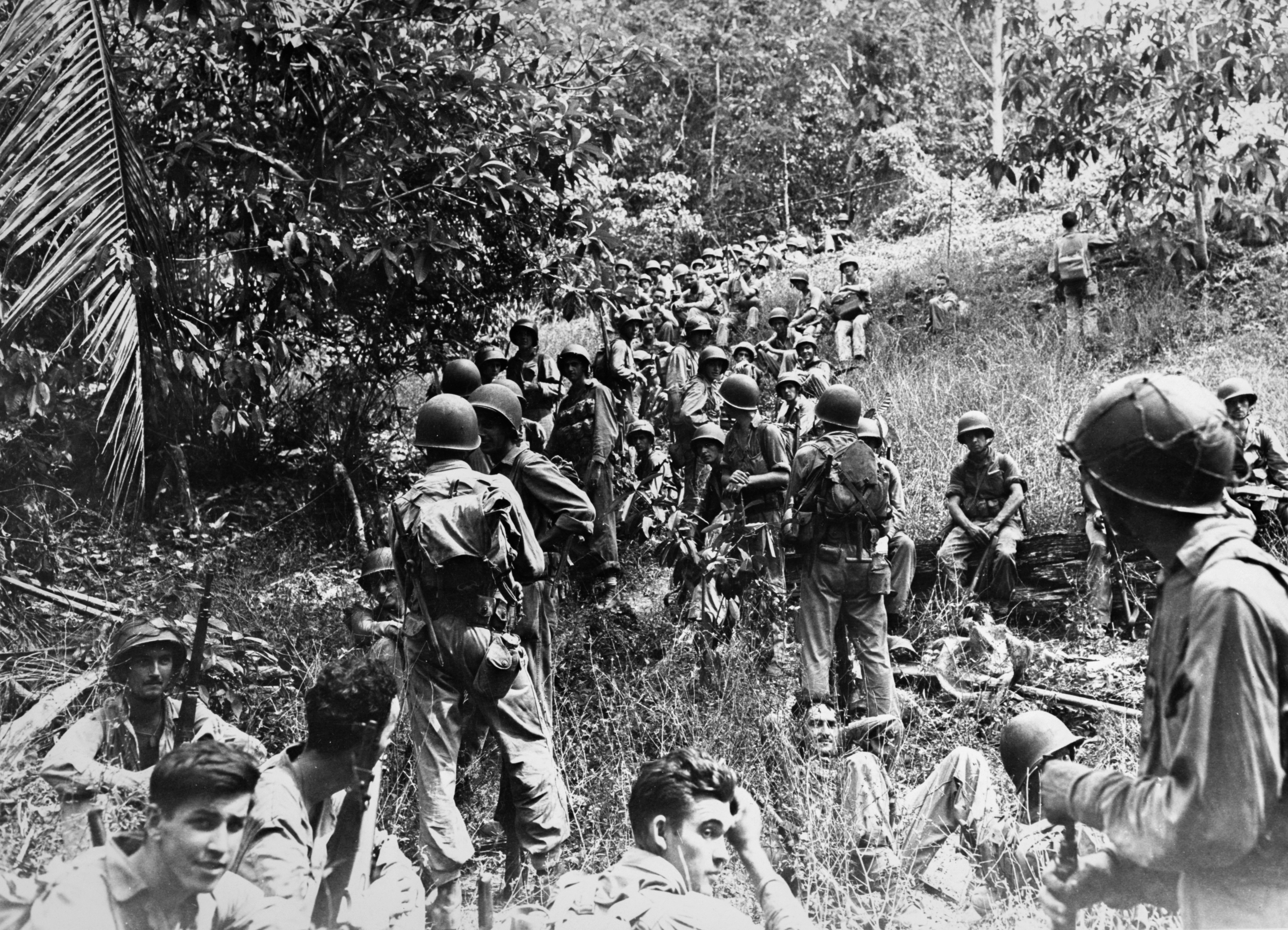
1942年11月 - 二战期间美國海軍陸戰隊在瓜達康納爾島戰役期間在野外休息

二次大战期间，日军于1942年1月攻占所羅門群島，并試圖以此為基地向南進攻澳大利亞。同年8月7日，以美國为首的盟軍部隊在所羅門群島的瓜達爾卡納爾島、圖拉吉島和恩格拉群島登陸。开启了長達6個月的瓜達爾卡納爾島戰役。1943年，日軍戰敗，山本五十六在指揮撤退時，其座機在瓜島上空被擊落。1945年，日軍全部撤出所羅門群島。

### 独立自治
1975年6月22日，英属所罗门群岛更名为所罗门群岛。1976年1月2日实行自治。1976年6月，举行了立法会议大选。1978年7月7日获得独立，成为英联邦成员国。1999年，瓜達爾卡納爾島土著居民同馬萊塔島的移民間發生內戰，雙方於當年6月28日達成停火協議。
2006年4月，首都霍尼亚拉因为对新任总理选举结果出现争议，再次爆发了大规模暴动。冲突中，大批當地華僑及來自中國的新移民遭受殃及。但根據香港新聞節目訪問當地僑民，台商在該島只有兩家企業，並位於島的另一個地方，所以未受波及。
2007年12月13日，所罗门群岛议会以25票对22票通过对总理梅纳西·索格瓦雷的不信任案。索格瓦雷成为这个南太平洋岛国自1978年独立以来第一个因议会不信任投票下台的总理。
在当天的议会会议上，一名索格瓦雷内阁前部长以总理严重损害所罗门群岛外交关系为由，对索格瓦雷提出不信任动议，并获得通过。所罗门群岛议会12月20日选举德里克·西库阿担任这个南太平洋岛国的总理，接替因议会不信任投票下台的梅纳西·索格瓦雷。支持西库阿的党派当天获得了议会47张选票中的32张赞成票。西库阿时年48岁，哲学博士，曾担任教育与人力资源开发部长。2019年蘇嘉瓦瑞第四度執政，然而引發一些爭議。所罗门政府為了與中華人民共和國建交轉而與中華民國斷交，引發所國馬萊塔省反彈。2020年2019冠狀病毒病疫情之際，臺灣援助馬萊塔省（Malaita）的醫療物資被索國政府扣留後，馬萊塔省政府宣布尋求舉辦獨立公投。
2021年11月24日，上千名所羅門民眾上街要求索加瓦雷下台，演變成暴亂。抗議主要由馬萊塔省民眾發起，主因不滿索加瓦雷漠視馬萊塔省的發展、政治腐敗、民不聊生。馬萊塔省反對索加瓦雷在2019年與中華民國斷交，與中華人民共和國建交，反對任何中華人民共和國投資，並指控索加瓦雷因此刻意不將政府預算投入馬萊塔省。而索加瓦雷则向澳大利亚政府请求援助，澳大利亚政府随即向罗门群岛派出百名安全部队人员协助所罗门政府控制暴乱。
2022年3月，所罗门群岛计划与中华人民共和国签署安全协议。据英国广播公司的报道，有泄漏的协议草案指中国可以向所罗门群岛部署军队。

## 地理

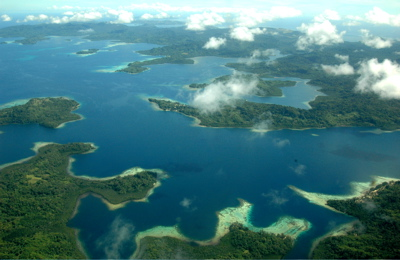
索羅門群島

所罗门群岛的陆地面积达2.84万平方公里，是一个辽阔的岛国。所罗门群岛位于巴布亚新几内亚的东边，西临所罗门海，西南临珊瑚海，由多个岛屿组成。包括：舒瓦瑟爾島、肖特兰群岛、新喬治亞群島、圣伊莎贝尔岛、拉塞尔群岛、佛罗里达群岛、马莱塔岛、瓜达尔卡纳尔岛、斯凯亚纳岛、马拉马西凯岛、Ulawa、Uki、马基拉岛、Santa Ana、拉纳尔岛、貝羅那島及圣克鲁斯群岛。拥有海洋专属经济区面积160万平方公里。
岛屿多为火山岛，不同活动程度的火山位于一些较大的岛屿，而许多较小的岛屿只是由沙子与棕榈树覆盖的小環礁島。最西与最东之间的岛屿大约相距1500公里。位于瓦努阿图以北的圣克鲁斯群岛远离其他岛屿多于200公里。最大的瓜达尔卡纳尔岛面积达6475平方公里，岛上有全国最高峰波波马纳休山，海拔2330米。
气候为赤道多雨气候，终年炎热，盛行赤道海洋气团，无旱季。年均降水量在3000毫米左右。
所罗门群岛由兩組截然不同的陆地生态区組成。當中大多数岛屿，連同属于巴布亚新几内亚的領土的布干维尔岛及布卡岛，都属于所羅門群島雨林生態區；圣克鲁斯群岛是所罗门东边主要的一群，與臨近的瓦努阿图群島屬於瓦努阿图雨林生态区。这两个生态区，連同鄰近的新喀里多尼亞、俾斯麦群岛、新几内亚、澳大利亚和新西兰，都屬於澳亞大陸生態區的範圍。
索羅門群島周邊海域屬於珊瑚大三角範圍，有高度多樣的珊瑚礁生態系。

## 政治

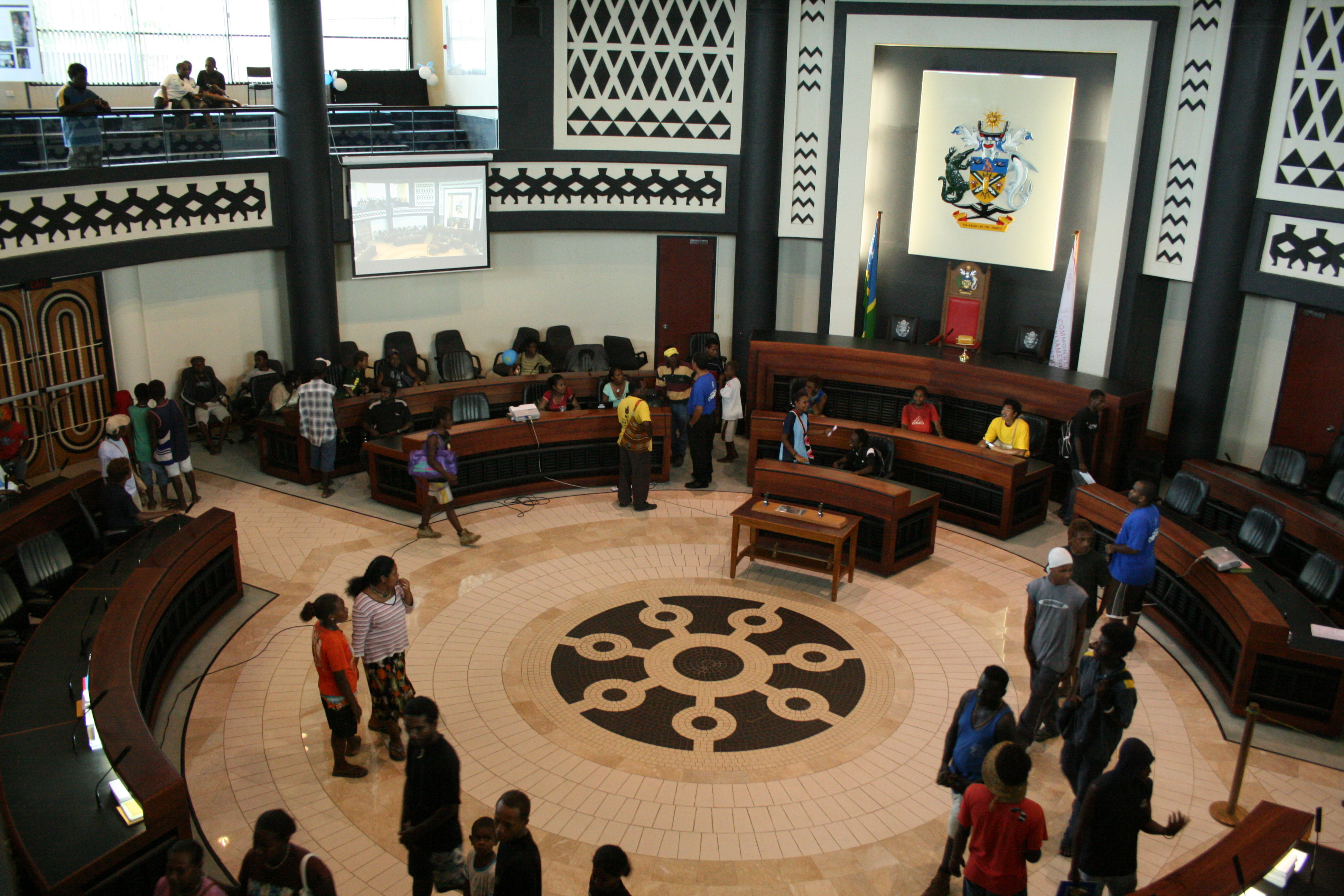
所罗门群岛国民议会

所罗门群岛的现行宪法是1978年7月7日独立时颁布的宪法。所罗门群岛宪法规定其国体为君主立宪制。所罗门群岛的國家元首為所羅門群島君主，由英國君主兼任，现任君主为国王查尔斯三世，国王任命所罗门群岛总督为其代表並代行君主職務。按照慣例，总督必须是所罗门群岛公民，由议会提名，君主任命，任期五年。现任所罗门群岛总督是戴维·武纳吉，于2019年7月就任。
所罗门群岛采取一院制的国民议会行使立法权，所罗门群岛国民议会是所罗门群岛的最高权力机关，国民议会由50名议员组成，任期4年。总理领导下的内阁行使行政权，总理由议会从议员中选举产生，部长由总督根据总理的推荐任命。其國會議員可兼任內閣成員。
所罗门群岛政府以薄弱的政黨政治和非常不穩定的議會聯盟為特點。他們受頻繁的不信任投票影響，內閣因此經常改組。

### 國家象征
所罗门群岛国旗呈横长方形，长宽比为9:5。旗地由浅蓝、绿色两个三角形构成。一道黄色宽条从靠旗杆一边的下旗角与旗地右上角连接。靠旗杆一边的浅蓝色部分有五颗白色的五角星，上、下排各两颗，中间为一颗。浅蓝色象征蓝天和环绕所罗门群岛的海洋，绿色象征覆盖这个岛国的森林。五颗星象征组成这个岛国的五个区域岛群（即东、西、中央、马莱塔和外围的岛群）。
国徽中心图案为盾徽，盾面上蓝、黄、绿三色是国旗颜色。图案分别代表该国的五个区域：军舰鸟代表东区，鹰代表马莱塔区，海龟代表西区，长矛及弓箭和盾牌象征中央区和其他地区。盾徽两侧为鳄鱼和鲨鱼，上端为太阳、船型和头盔，基部为一只军舰鸟的造型，黄色饰带上用英文写着“领导就是服务”。

## 外交
立足大洋洲和太平洋，团结英联邦各成员国，积极发展包括英国在内的各发达国家的合作交流，为所罗门群岛的外交基础。
截至2025年5月，所罗门群岛已有135个邦交国。
所羅門群島曾在1983年與中华民国政府建交，但2019年9月16日，所羅門群島內閣決議改與中华人民共和国政府建交。

## 行政區劃

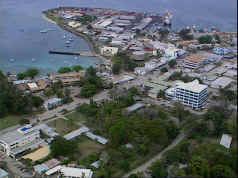
首府霍尼亚拉

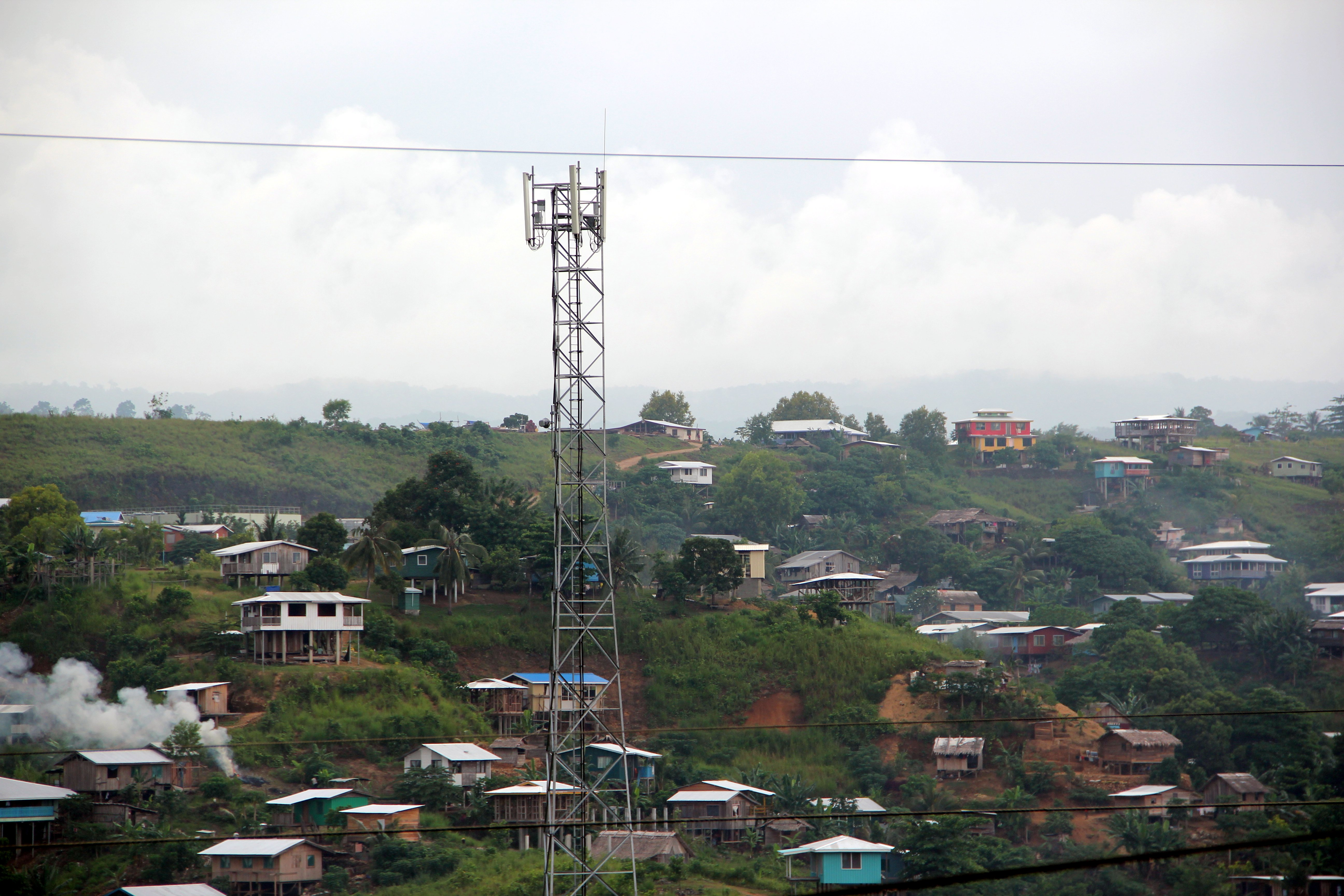
马莱塔

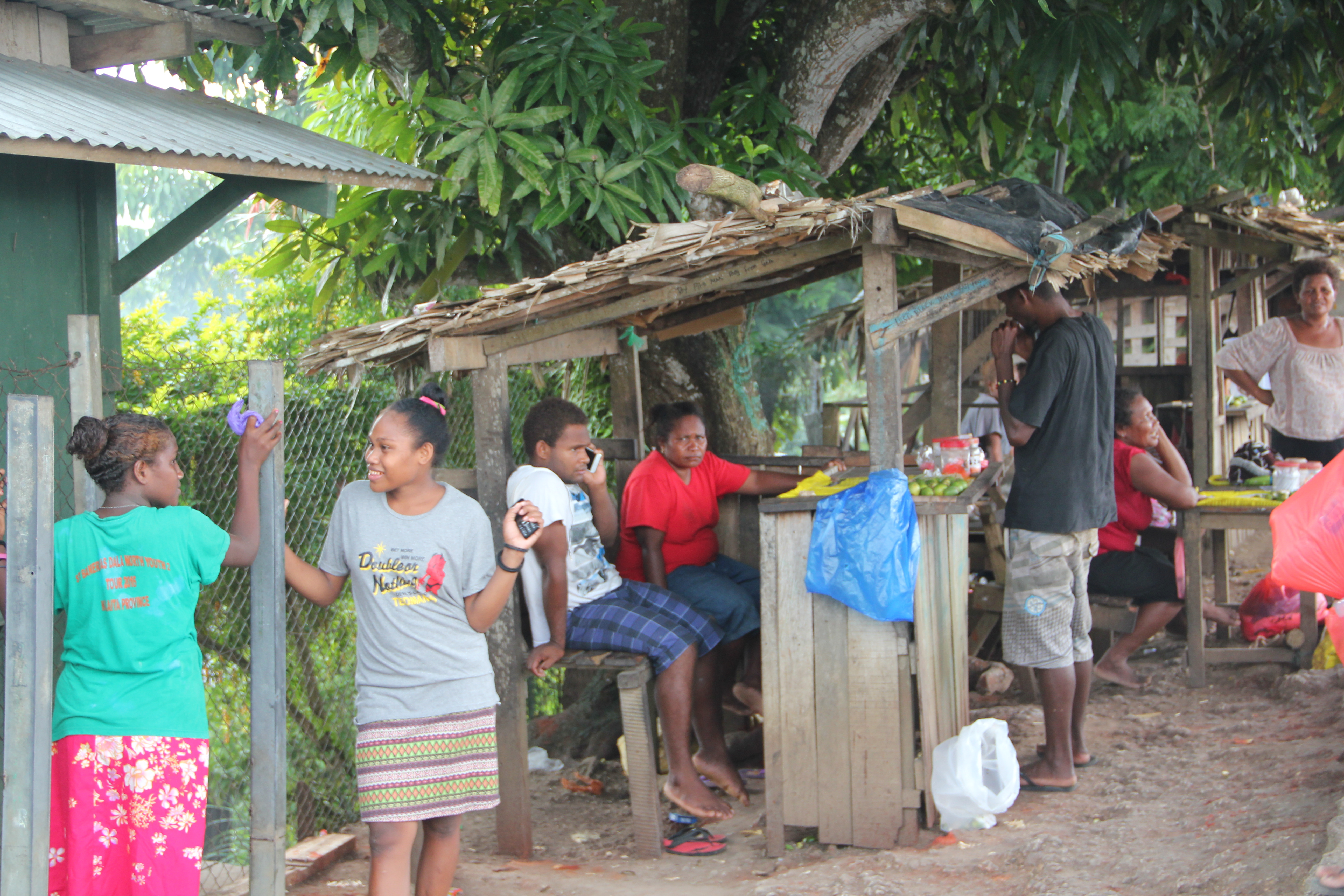
乔伊索的商业区

全国分为9个省、1市。
| # | 省                                   | 首府                           | 地图 |
| - | ------------------------------------ | ------------------------------ | ---- |
| 1 | 中部群島省 Central Islands           | 图拉吉 Tulagi                  |      |
| 2 | 舒瓦瑟爾省 Choiseul（Lauru）         | 塔罗 Taro                      |      |
| 3 | 瓜达尔卡纳尔省 Guadalcanal           | 霍尼亚拉 Honiara               |      |
| - | 霍尼亚拉（首都直辖区） Honiara       | 霍尼亚拉（首都直辖区） Honiara |      |
| 4 | 伊莎貝爾省 Isabel                    | 布阿拉 Buala                   |      |
| 5 | 馬基拉-烏拉瓦省 Makira               | 基拉基拉 Kirakira              |      |
| 6 | 馬萊塔省 Malaita                     | 奥基 Auki                      |      |
| 7 | 拉納爾和貝羅那省 Rennell and Bellona | 提加阿 Tigoa                   |      |
| 8 | 泰莫图省 Temotu                      | 拉塔 Lata                      |      |
| 9 | 西部省 Western                       | 吉佐 Gizo                      |      |

## 经济

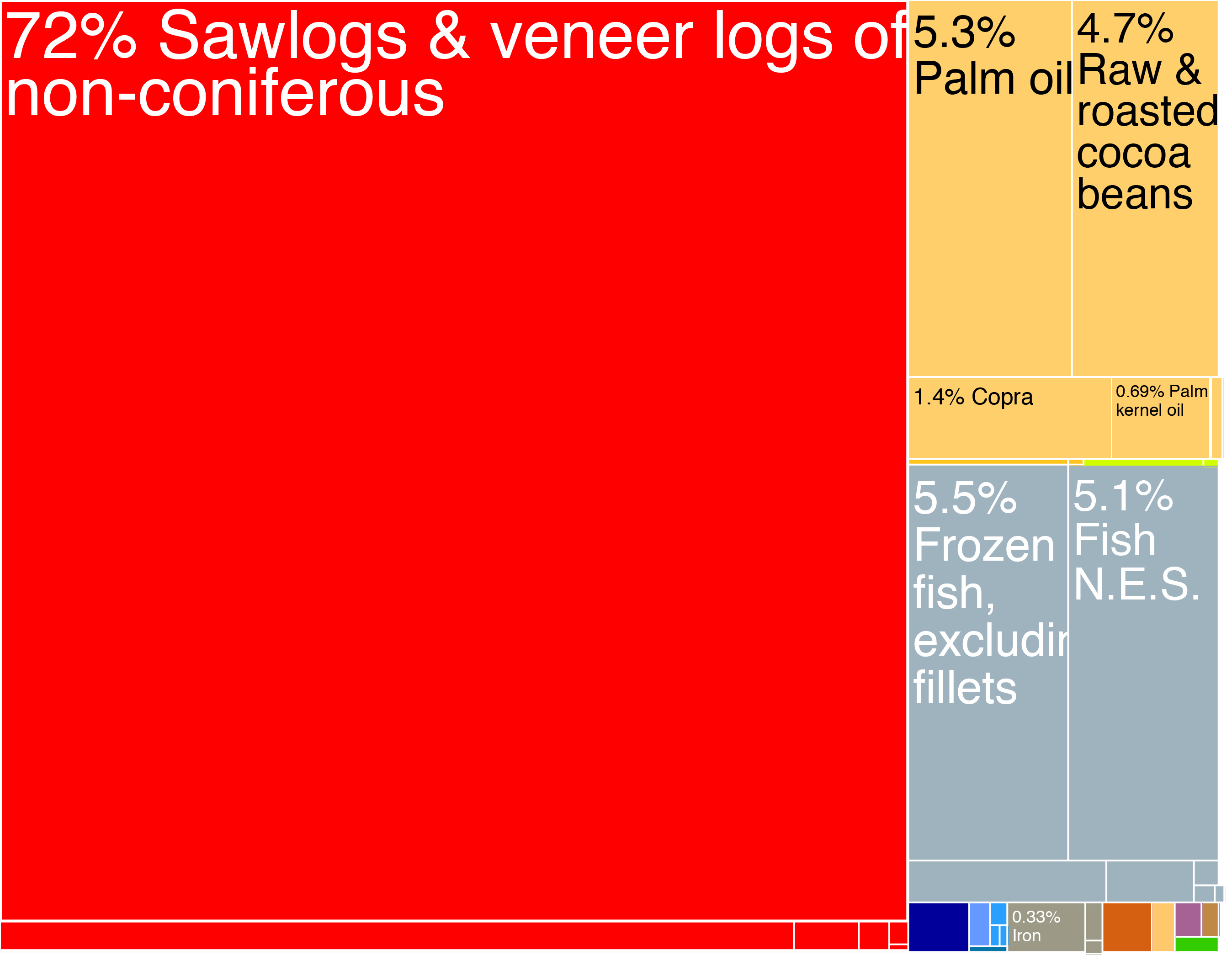
圖形化的描述，所羅門群島的產品出口在28個顏色編碼的類別

所罗门群岛的大多数人口依靠务农、捕鱼和种植为生，主要产品有椰肉、木材、大米、可可、加工鱼、甘薯、大蕉、鳳梨和马蹄螺的壳（用作饰物）。国民经济以种植业、渔业和黄金开采为主。大部分制造与石油产品依赖进口。该群岛尚未开发的礦产资源丰富，如铅、锌、镍以及金。
1990年代初，木材曾经占所羅門群島出口收入的一半。但由于森林砍伐已处于不可持续发展的状态，政府于1994年頒發禁令，自1997年起禁止採伐森林。1998年因东南亚经济萧条又导致其木材工业陡然进入低迷期，国民经济因此下降约10%，政府亦为此削减了公共服务等方面的费用。1999年，得益于国际金价的上扬和金岭金矿的首次全年开采，国民经济得以部分恢复。然而，该国主要棕榈油种植地于1999年年中关闭，这又给其经济前景蒙上了一层阴影。
2022年，所罗门群岛政府预计的财政收入为35.59亿美元，预计支出45.3亿美元。

## 人口
所罗门群岛人口约72万，94.5%为美拉尼西亚人，官方语言为英语，通用皮金语。

### 宗教
所罗门群岛的居民所信的宗教96%是基督宗教（其中45%是聖公宗，18%是羅馬天主教，12%是合一教会，10%是浸信會，7%是安息日會，4%是獨立教會）以及大約4%當地土著信仰。

## 軍事
所罗门群岛没有军队，只有800多名警察。
2017年，所罗门群岛和澳大利亚签署「双边安全条约」，允许澳大利亚警察、军人及相关人员在发生紧急情况时，前往所罗门群岛維持秩序。
2022年4月，所羅門群島宣布與中華人民共和國正式簽署「雙邊安全合作框架協議」，中方將能應所罗门群岛政府要求派遣軍警至當地協助維持秩序、救災、保護中國公民及協助大型基礎建設計畫，中方船艦（不限民用，包含軍方、海警船艦）也能在該國停泊補給，索羅門群島並表示該協議不針對任何第三方，與索羅門群島現有的雙、多邊安全合作機制並行不悖，而且不會允許中方於該國設立軍事基地。